# Green, Ohio
Green är en stad (city) i Summit County i Ohio. Vid 2010 års folkräkning hade Green 25 699 invånare.